# زاون قوکاسیان
زاون قوکاسیان (ارمنی: Զաւէն Ղուկասյան؛ زادهٔ ۱۹۵۰ – درگذشتهٔ ۲۰ فوریهٔ ۲۰۱۵) فیلم‌ساز، ناقد و مدرّسِ سینمای ایران بود.
وی در اصفهان در خانواده‌ای ارمنی‌تبار به دنیا آمد و از دانشگاه اصفهان لیسانسِ شیمی گرفت؛ امّا از همان جوانی سینما را برگزید. علاوه بر نگارش یادداشت و نقدهای سینمایی، چندین کتاب دربارهٔ سینما و سینماگران تألیف کرد و در چند دوره از جشنواره‌های سینمایی در ایران، اتریش و ارمنستان عضوِ هیئتِ داوران بود. قوکاسیان در سال ۱۹۷۱ (۱۳۵۰) فیلم‌سازی را با فیلم‌های کوتاه ۸ میلی‌متری در سینمای آزاد آغاز کرد و مدّتی نیز سرپرستِ سینمای آزادِ اصفهان بود. او به عنوان کارگردان چند فیلمِ کوتاه و مستند و داستانی ساخت، از جمله: در فلق (کوتاه ۱۳۵۰)، عروس کهن (کوتاه ۱۳۵۲)، فصلی دیگر (کوتاه ۱۳۵۵)، نقش خیال (مستند ۱۳۶۶)، خاج شویان (مستند ۱۳۶۱) و همه فرزندان من (داستانی ۱۳۶۳). اولین کتاب زاون قوکاسیان در حوزه سینما در سال ۱۳۵۰ منتشر شد که دربارهٔ فیلمِ چشمه ساختهٔ آربی آوانسیان نوشت. نوشتن کتابی دربارهٔ یک فیلم تا آن زمان در سینمای ایران سابقه نداشت.

## سرگذشت

### کودکی و تحصیلات
زاون قوکاسیان در ۱۹۵۰ میلادی (۷ اردیبهشت ۱۳۲۹) در اصفهان به دنیا آمد. در دبیرستان ادب تحصیل کرد. تحصیلاتش را در رشتهٔ شیمی در دانشکدهٔ علوم دانشگاه اصفهان به پایان رساند.
مادرش، آدا آتایان، عضو گروه نمایش ارامنه اصفهان بود که در دهه ۱۹۵۰ (۱۳۳۰) هفته‌ای چهار شب به سینه‌کلوبِ نوبنیادی در اصفهان می‌رفت و در همان زمان، زاون را به سینما و مجله‌های سینمایی علاقه‌مند کرد.
علاقه زاون به سینما ادامه داشت تا این‌که در سال ۱۹۶۹ (۱۳۴۸) آربی آوانسیان برای فیلمبرداری فیلم چشمه به اصفهان سفر کرد و زاون نیز به سر صحنه فیلمبرداری او رفت. قوکاسیان در همین سال نقد فیلم و تئاتر را در مجلّهٔ نگین آغاز کرد.

### دههٔ ۱۳۵۰
نخستین آشنایی او با آوانسیان بر او تأثیر گذاشت و همین موجب شد تا کار تحقیق و تألیف کتاب‌های سینمایی خود را از سال ۱۹۷۱ (۱۳۵۰)، با نگارش کتابی دربارهٔ فیلم چشمه آغاز کند.
قوکاسیان از ۱۹۷۱ (۱۳۵۰) با روزنامه‌ها و مجلات مختلف در زمینهٔ نقد فیلم و تئاتر همکاری داشت.
زاون فیلم‌سازی تجربی را از سال ۱۹۷۱ (۱۳۵۰) با سینمای هشت و تشکیل سینمای آزاد اصفهان که خود مسئولیت آن تا سال را ۱۹۷۸ (۱۳۵۷) برعهده داشت، آغاز کرد و نویسندگی و کارگردانی بیش از ۴۰ فیلم کوتاه، بلند و مجموعه داستانی و مستند را برعهده داشت. سینمای آزاد پس از انقلاب به انجمن سینمای جوان تغییر نام داد
فیلم‌های هشت میلیمتری در فلق (۱۳۵۱)، عروس کهنه (۱۳۵۲)، عزای آینه (۱۳۵۳)، فصلی دیگر حاصل کار او در سینمای آزاد است.
نقش خیال، در فلق، فصلی دیگر و خاج شویان نام شماری از مهم‌ترین فیلم‌های مستند قوکاسیان است.

### دههٔ ۱۳۶۰
قوکاسیان در ادامهٔ فیلم‌سازی در سال‌های پس از انقلاب ۱۹۷۹ به عنوان یکی از برجسته‌ترین مستندسازان مطرح شد. از سال ۱۹۸۱ (۱۳۶۰) همکاری با شبکه اول سیمای جمهوری اسلامی ایران را آغاز کرد و فیلم‌ها و مجموعه‌های مستند باارزشی را به ویژه در حوزهٔ آشنایی با ارمنیان ایران تولید کرد. در سال ۱۳۶۰ فیلمِ مستندِ مردم‌نگارانهٔ خاج‌شویان یا اپیفانی و غسل تعمید، برای تلویزیون تولید کرد. در ۱۹۸۲ (۱۳۶۱) آرمن و میلاد مسیح و سال ۱۹۸۳ (۱۳۶۲) فیلم بلند همه، فرزندان من دربارهٔ جنگ ایران و عراق و ۱۹۸۴ (۱۳۶۳) عیسی مسیح، آموزگار حقیقت را ساخت.
در کارنامه او در برخی از این فیلم‌ها یا هنرمندان ارمنی یا آیین و مراسم ارمنی‌های ساکن ایران را معرفی کرده است.
در میانه‌های دههٔ ۱۹۸۰ (دهه ۱۳۶۰) با بهرام بیضایی به گفتگو نشست، و حاصلش شد نخستین از پنج کتابِ قوکاسیان دربارهٔ کار و اندیشهٔ بیضایی.
در سال ۱۹۹۰ (۱۳۶۹) فیلم نقش خیال دربارهٔ یسایی شاهیجانیان، نقاش آبرنگ ارمنی با حضور لوریک میناسیان دختر آرمان هوسپیان را به سفارش شبکهٔ دو تولید کرد. این فیلم به غیر از چند نمایش محدود، تنها در جشنوارهٔ فیلم‌های ارمنی سراسر جهان، در مرکز فرهنگی ژرژ پمپیدویِ پاریس، در تابستان سال ۱۹۹۳، به همراه دو فیلم دیگر از ایران به نمایش درآمد. نقش خیال تنها فیلمی است که در آن لوریک میناسیان رل اصلی را دارد و در نقش مکمل بازی نمی‌کند.
در کارنامهٔ فیلم‌سازی قوکاسیان همچنین فیلمِ بلندِ داستانیِ همه فرزندان من که در سال ۱۳۶۳ با بازی محبوبه بیات، یدالله شیراندامی، علی غلامی و چند تن دیگر، ساخته شده است نیز به چشم می‌خورد.

### دههٔ ۱۳۷۰
در سال ۱۳۷۵ فیلم بلند موزه من جلفا را با حضور مادرش آدا آتایان ساخت. طی سال‌های ۹۸–۱۹۹۷ (۷۷–۱۳۷۶) کارگردانی مجموعه ۲۶ قسمتی سرزمین مهر را دربارهٔ هنرمندان ارمنی به تهیه‌کنندگی سیدمحسن طباطبایی برعهده داشت و طی سال‌های ۲۰۰۰–۱۹۹۹ (۷۹–۱۳۷۸) سه قسمت از مجموعه نقش عشق دربارهٔ لوون میناسیان، یرواند ناهاپتیان و سمبات در-کیورغیان کارگردانی نمود و نیز فیلمی به اسم رضا نور بختیار را دربارهٔ آثار این هنرمند عکاس به سفارش شبکه دو سیما ساخت. در همین سال ۲۰۰۰ (۱۳۷۹)، انسان، اسب، ماهی را در کارنامه خود دارد. از آثار زاون مجموعه‌های مستند نفس صبح و فیلم مستند آسمان وانک و طیران و من.

کیانوش عیاری، حسن بنی هاشمی، زاون قوکاسیان و ابراهیم حقیقی برگزیدگان جشنواره سینمای آزاد

فیلم‌های مستند من رضا نورکیا عکاس، زیر آسمان وانک، طیران و انسان، اسب و ماهی بخش دیگری از کارنامهٔ فیلم‌سازی این کارگردان و نویسندهی سینمایی است.
کتابِ دربارهٔ چشمه، که ۱۹۷۳ (بهمن ماه ۱۳۵۱) منتشر شد، «در ایران اولین کتابی است که به تمامی دربارهٔ یک فیلم ایرانی تألیف گردیده است».
زاون قوکاسیان با نشریه سینمای آزاد به عنوان نویسنده مقاله و با نشریات سینمایی به عنوان منتقد همکاری داشت.
قوکاسیان در ادامه دوران فیلم‌سازی خود در سال‌های پس از انقلاب اسلامی ایران به عنوان یکی از برجسته‌ترین مستندسازان مطرح شد.
قوکاسیان در تاریخ هنر معاصر ایران، نخستین کسی است که برای یک فیلم سینمایی، کتاب معرفی و نقد و بررسی تهیه و منتشر کرد. از این منظر نام او در تاریخ سینمای ایران جاودانه خواهد بود.
او همچنین در دانشگاه‌های سپهر اصفهان و سوره تهران سینما تدریس کرده است.
قوکاسیان در جشنواره‌های سینمایی در ایران، اتریش، ایتالیا و ارمنستان به عنوان داور حضور داشت.
زاون قوکاسیان در چهار عرصه پژوهش در تاریخ شفاهی، مستندسازی، گردآوری یا تألیف کتاب و آموزش فعالیت کرد و ۴۳ سال به‌عنوان منتقد فیلم قلم زد.

### دههٔ ۱۳۹۰

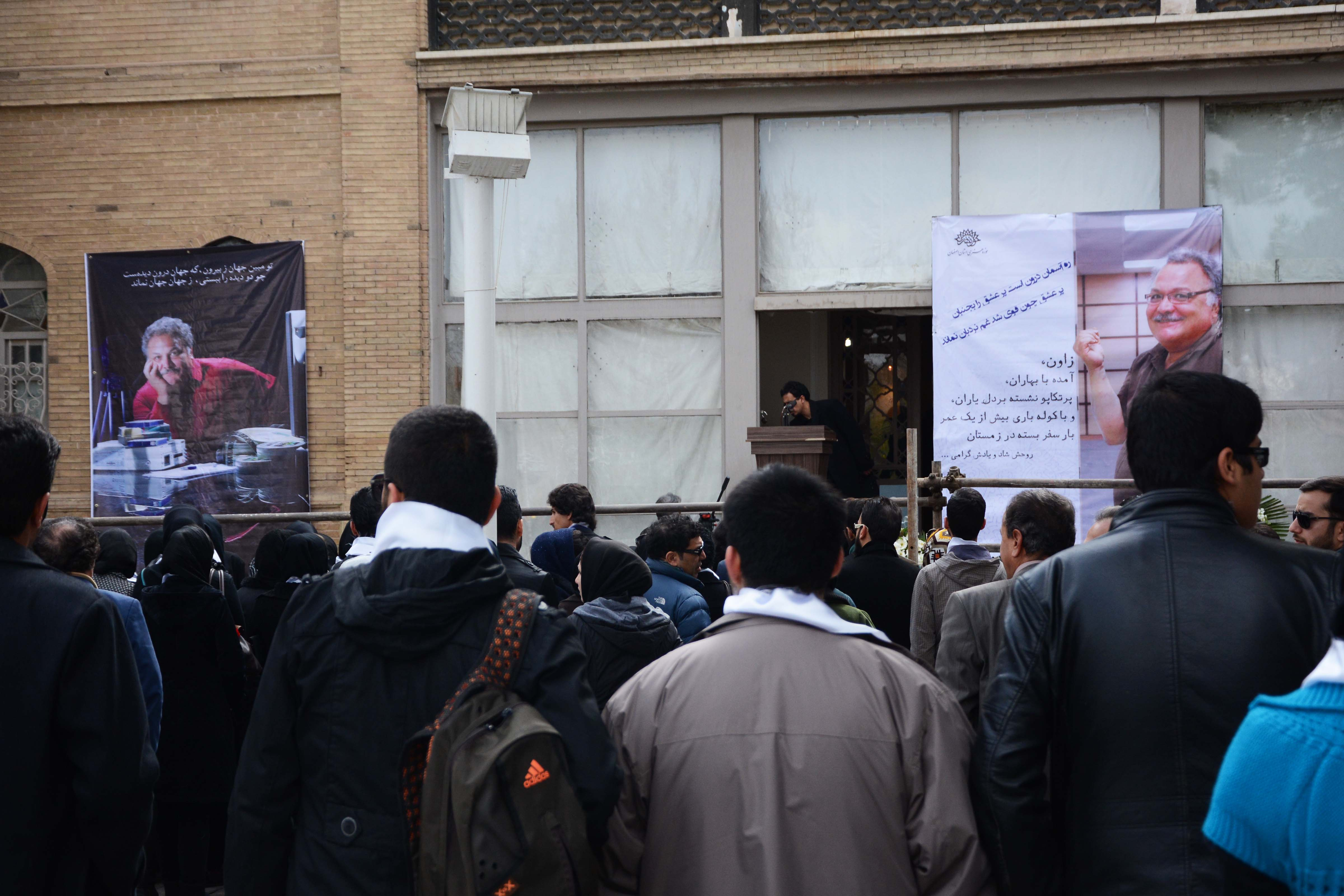
مراسم درگذشت زاون قوکاسیان روبروی خانه هنرمندان اصفهان

زاون قوکاسیان به دلیل عوارض ناشی از سرطان معده چهار ماه در بیمارستانِ آ.کا. ها در ویَنِ اتریش بستری بود. و در همین شهر در شهریورماه گذشته تحت عمل جراحی معده قرار گرفت در مدّتی که قوکاسیان در اتریش بستری بود، گروهی از سینماگران و هنرمندان ایرانی، از جمله عباس کیارستمی، اصغر فرهادی، بهروز حشمت، آرش ریاحی، فرهاد ورهرام و فاطمه معتمدآریا با او دیدار کردند. وی ۷ بهمن ماه به ایران بازگشت. قوکاسیان بلافاصله پس از بازگشت به ایران به بیمارستان الزهرای اصفهان منتقل شد و تحت آزمایش‌های عمومی قرار گرفت. اما معالجات پزشکی نتوانست بیماری وی را مهار کند. او از حدود ۱۰ روز پیش از مرگش به خانه‌اش منتقل شده بود. قوکاسیان سرانجام در ساعت دو بعد از ظهر ۲۰۱۵ (۱ اسفند ۱۳۹۳) در سن ۶۵ سالگی در منزلش در اصفهان درگذشت. پیکر زاون قوکاسیان، روز دوشنبه چهارم اسفندماه، از خانه هنرمندان اصفهان تشییع و سپس در آرامستان ارامنه، در کنار پدر و مادرش به خاک سپرده شد.
تندیس زاون قوکاسیان روز ۱۲ شهریور در حاشیه سی و یکمین جشنواره بین‌المللی فیلم‌های کودکان و نوجوانان در میدان جلفای اصفهان رونمایی شد.

## تحقیق و تألیف
قوکاسیان تحقیق و تألیفِ کتاب‌های سینمایی خود را از سالِ ۱۹۷۱ (۱۳۵۰) با انتشارِ کتابِ دربارهٔ چشمه (دربارهٔ فیلمِ چشمه) آغاز کرد. انتشار این کتاب باعث شد تا نام زاون قوکاسیان به‌عنوان نخستین محققی که دربارهٔ یک فیلم کتابی نوشته و منتشر کرده، در تاریخ هنر و تاریخ سینمای معاصر ایران ثبت شود.
دو کتابِ قوکاسیان، یکی دربارهٔ زندگی و آثارِ ارحام صدر و دیگری به نامِ بردی از یادم دربارهٔ لرتا، در مدّتی که وی در اتریش بستری بود آمادهٔ چاپ شد.

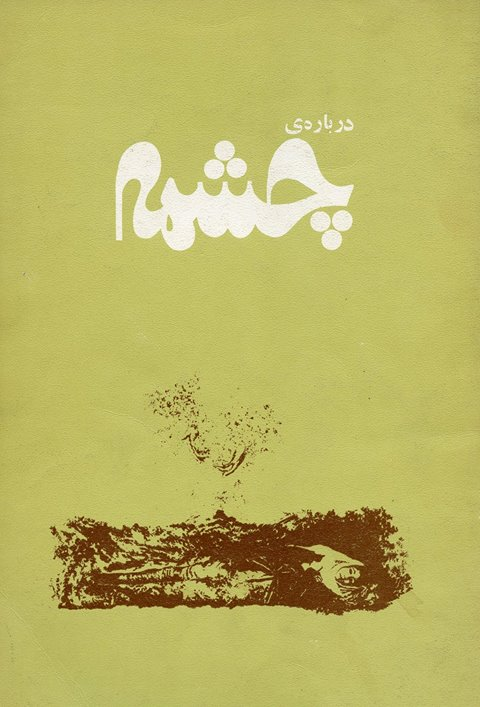
جلد کتاب دربارهٔ چشمه

در ۲۰۱۴ (۱۳۹۳) کتابی با عنوان بردی از یادم از زاون قوکاسیان به چاپ اول رسید که ضمن روایت زندگی لُرتا، خواننده را با فراز و فرود بیش از صد سال تاریخ هنرهای نمایشی در ایران آشنا می‌سازد. این کتاب شامل مجموعه ای از چند مصاحبه و همچنین گفتگوهای ارزشمند زاون با لُرتا است.
قوکاسیان سردبیر فصلنامه‌ها و ویژه‌نامه‌های مختلف ادبی و فرهنگی و نیز مدیر گروه سینمای مؤسسه آموزش عالی سوره، مدیر اجرایی و همچنین داور جشنواره‌های بین‌المللی زردآلوی طلایی ارمنستان و فیلم توربین ایتالیا و داور جشنواره ملی فیلم ایران بوده است.

## حضور در جشنواره‌ها

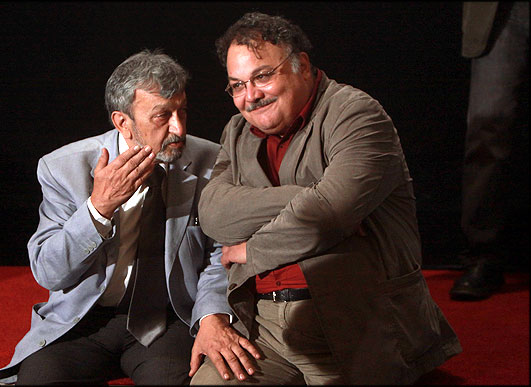
در کنار جمشید ارجمند

فیلم‌های کوتاه در فلق (۱۳۵۱، برندهٔ جایزهٔ سوم از سومین جشنوارهٔ سینمای آزاد تهران)، عروسک کهنه (۱۳۵۲، برندهٔ جایزهٔ ویژهٔ هیئت داوران از چهارمین جشنوارهٔ سینمای آزاد ایران و برنده جایزه از جشنوارهٔ هیروشیمیایِ ژاپن) و فصلی دیگر (۱۳۵۵، برندهٔ جایزهٔ دانشگاه آزاد و جایزه ویژهٔ هیئت داوران دومین جشنواره جهان سوپر ۸) از فعالیت‌های این دوره است.

### نوشته‌ها

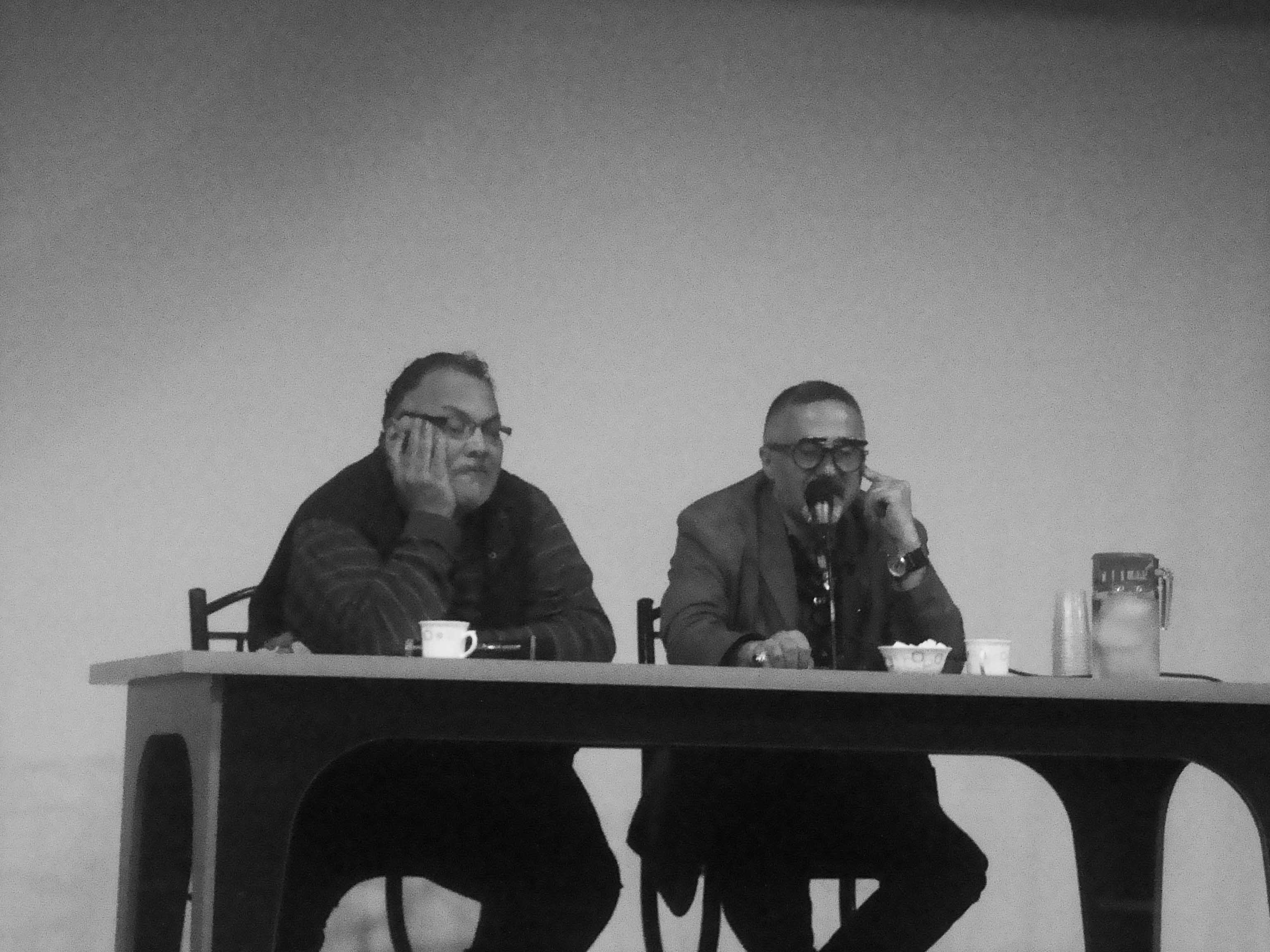
زاون قوکاسیان و مصطفی رزاق کریمی درحاشیه نمایش مستند خاطراتی برای تمام فصول - دانشگاه سپهر

## بزرگداشت
در دوّمین جشنِ کتابِ سالِ سینمای ایران نکوداشتِ قوکاسیان در روزِ ۲۰۰۹ (۱۰ اردیبهشت ۱۳۸۸) برگزار شد.
در جشنواره سینما حقیقت بزرگداشتی برای زاون قوکاسیان برگزار شد.